# Медаль Даґа Гаммаршельда
Медаль Даґа Гаммаршельда (англ. The Dag Hammarskjöld Medal) —  нагорода Організації Об'єднаних Націй для посмертного нагородження миротворців ООН, що загинули у зв'язку з виконанням службових обов'язків. Медаль названа в честь генерального секретаря ООН Даґа Гаммаршельда (1905—1961), що загинув у Північній Родезії під час миротворчої операції ООН у Конго.

## Історія
Рада Безпеки ООН своєю резолюцією 1121 (1997) від 22 липня 1997 року ухвалила заснувати медаль Дага Хаммаршельда як данину пам'яті учасникам операцій, що пожертвували своїм життям задля підтримання миру під оперативним контролем і керівництвом Організації Об'єднаних Націй.

## Критерії нагороди
1 грудня 2000 року Генеральний секретар ООН Кофі Аннан опублікував правила нагородження медаллю. Нагорода вручається військовослужбовцям, поліцейським чи цивільним особам, які загинули під час виконання обов'язків у миротворчій операції ООН, за умови, що смерть не настала внаслідок неправомірної поведінки чи злочинних дій. Критерії набули чинності з 1 січня 2001 року, і медаль може бути вручена особам, які отримали право на неї до або після цієї дати. Фізичні медалі вручаються найближчим родичам померлого отримувача. 

## Параметри
Медаль має форму яйця та виготовлена із прозорого скла без вмісту свинцю, на ній вигравіровано ім'я та дату смерті нагородженого, логотип Організації Об'єднаних Націй та напис «Медаль Дага Хаммаршельда. На службі світу» англійською та французькою мовами.

## Нагородження
6 жовтня 1998 року перші три медалі Дага Хаммаршельда були вручені самому Хаммаршельду, Рене де Лабар'єру (загиблому від вибуху міни в Палестині в липні 1948 року) і Фольке Бернадот (убитому в Єрусалимі єврейськими екстремістами).